# Billings, Montana
Billings là thành phố lớn nhất tại tiểu bang Montana thuộc Hoa Kỳ. Theo thống kê năm 2007, dân số của thành phố là 101.876 người. Billings hiện là một trong những thành phố có tốc độ gia tăng dân số cao nhất nước Mỹ.